# Cueta luteola
Cueta luteola är en insektsart som beskrevs av Hölzel 1972. Cueta luteola ingår i släktet Cueta och familjen myrlejonsländor. Inga underarter finns listade i Catalogue of Life.